# هاپکینز (کارولینای جنوبی)
هاپکینز(به انگلیسی: Hopkins) شهری در ایالت کارولینای جنوبی کشور ایالات متحده آمریکا است که جمعیت آن در سرشماری سال ۲۰۱۰ میلادی، ۲٬۸۸۲ نفر بوده‌است.